# Dekanat dobrzyński nad Drwęcą
Dekanat dobrzyński nad Drwęcą – dekanat diecezji płockiej z siedzibą Dobrzyniu nad Drwęcą.
Księża funkcyjni (stan na dzień 5 września 2024):
- ks. kan. mgr Jarosław Kulesza, proboszcz parafii pw. św. Katarzyny w Dobrzyniu n. Drwęcą,
- ks. kan. mgr Zbigniew Morawski, proboszcz parafii pw. św. Stanisława Kostki w Ostrowitem,
- ks. kan. mgr Leszek Błaszczak, proboszcz parafii pw. św. Jakuba w Płonnem.

Lista parafii (stan na dzień 21 sierpnia 2018):
| Lp | Miejscowość / parafia             | Czas powstania | Proboszcz / administrator              | Zdjęcie | Strona www |
| -- | --------------------------------- | -------------- | -------------------------------------- | ------- | ---------- |
| 1  | Chrostkowo św. Barbary            | koniec XIV w.  | ks. mgr Krzysztof Krawczak od 2020     |         | → www      |
| 2  | Dobrzyń nad Drwęcą św. Katarzyny  | 1828           | ks. kan. mgr Jarosław Kulesza od 2007  |         | → www      |
| 3  | Dulsk Wniebowzięcia NMP           | koniec XIV w.  | ks. mgr Jarosław Kowalczyk od 2021     |         | → www      |
| 4  | Obory Matki Boskiej Bolesnej      | 1605           | o. Piotr Słomiński O Carm. od 2021     |         | → www      |
| 5  | Ostrowite św. Stanisława Kostki   | 1976           | ks. kan. mgr Zbigniew Morawski od 2018 |         | → www      |
| 6  | Płonne św. Jakuba Apostoła        | koniec XIV w.  | ks. kan. mgr Leszek Błaszczak od 2004  |         | → www      |
| 7  | Radomin św. Mikołaja              | XII w.         | ks. kan. mgr Andrzej Majewski od 2006  |         |            |
| 8  | Ruże św. Apostołów Piotra i Pawła | XIII w.        | ks. mgr Grzegorz Kubiński od 2021      |         | → www      |
| 9  | Trąbin św. Antoniego              | ok. 1340       | ks. dr Grzegorz Adamiak od 2022        |         | → www      |